# Partido Comunista Argelino
El Partido Comunista Argelino (en francés: Parti Communiste Algérien; en árabe: الحزب الشيوعي الجزائري‎) fue el principal partido comunista de la escena política argelina durante el siglo XX. Las bases del PCA existieron desde 1920 como una rama del Partido Comunista Francés (PCF) y deviene finalmente en una entidad política independiente tras la constitución del partido en 1936; a pesar de haber sido reconocido por la Comintern un año antes.
A diferencia de otros partidos argelinos, el PCA contó con una historia organizativa muy longeva y experimentada de cerca de 42 años durante el periodo colonial. Fue, de hecho, el único partido francés en unir personas de todo origen étnico y religioso en la Argelia colonial.
Tras la independencia de Argelia en 1962, el partido se unificó en 1965 con una de sus escisiones y pasaron a conformar el Partido de la Vanguardia Socialista; que actuó en la clandestinidad desde su fundación hasta 1989.

## Los primeros años del partido
El origen y necesidad de un partido propio deviene de la crítica que el  Comintern  profirió a principios de la década de 1920, a cerca de la falta de línea anticolonial por parte de la sección colonial del PCF, conformada por judíos y franceses, denominados Pieds-noirs, pies negros: estos eran principalmente trabajadores expatriados, o colonos de segunda generación, muchos de ellos provenientes de las familias que fueron expulsadas de la metrópoli tras la Comuna de París y los movimientos populares posteriores. 
En 1930 con motivo de esta falta de crítica, los militantes argelinos musulmanes escribieron al Comintern  para trasladar sus quejas y desde el Moscú se les sugirió la creación de un PC independiente del de la metrópoli. Un exdirigente del Comintern fue enviado por el propio PCF para crear el PCA con marcada base anticolonial
El Partido Comunista Argelino, tras su congreso fundacional celebrado entre los días 16 y 17 de octubre de 1936, se constituye como una fuerza propia en 1936 y eligen a Ben Ali Boukort como secretario general, sustituido brevemente por Kaddour Belkaïm entre septiembre de 1939 y diciembre de ese mismo año. Para entonces la organización comunista contaba con apenas varios centenares de militantes, principalmente de origen europeo y judío. Esto fue debido a que gran parte del proletariado argelino marchó a Francia durante la Primera Guerra Mundial, siendo desplazados de las zonas rurales para reforzar el esfuerzo bélico en la metrópolis y la carencia de mano de obra.
Sin embargo, para 1937 el número aumentó hasta los 5.000 afiliados, 2.000 de los cuales eran de origen musulmán, fruto del cambio en la línea política. Paralelamente a su creación, los militantes más radicales crearon el Mitidja, una organización popular de carácter campesino.

### La línea política desde 1920 hasta la Segunda Guerra Mundial
Durante la época colonial el Partido Comunista Argelino mantuvo una línea política encuadrada en torno a tres ejes  de influencia: el internacionalismo comunista por un lado, bajo las directrices del Comintern y posteriormente del Kominform; las relaciones con el Partido Comunista Francés antes de constituir su propio partido en 1936, con quienes mantuvieron estrechos lazos de colaboración y subordinación en las décadas posteriores; y, finalmente, los propios líderes comunistas argelinos, quienes haciendo uso de cierta autonomía, definieron líneas concretas de actuación local de forma más independiente.
Desde su creación, esta línea política fue variando conforme las necesidades del momento. Entre 1920 y 1934 la sección del PCF argelino reproducía los discursos de París y Moscú; con una línea marcadamente anticolonial e independentista. A partir de 1935 la línea anticolonial se cambió por unas las directrices del foro antifascista del Frente Popular. Además, fruto del aumento en la militancia, cambiaron las demandas independentistas por discursos más reformistas en los que se exigían igualdad de derechos entre colonos y colonizados.
En 1939 fue prohibido y el Comintern abandonó la estrategia del Frente Popular. Sin embargo, y con motivo de la ocupación Nazi del norte de Francia y el colaboracionismo de la Francia Vichí, en 1940 desde el PCF se establece de nuevo una línea antiimperialista y pro-nacionalista argelina. A pesar de ello, tras la invasión de la URSS por los nazis, vuelven a cambiarse los eslóganes hacia una dirección pro-aliada especialmente a partir de 1942.
Entre 1943 y 1946 la influencia de los líderes franceses sobre el Partido Comunista Argelino se recrudece, lo que hizo que el PCA recrudeciese su línea antinacionalista. Sin embargo el secretario general entre 1943 a 1947, el primero oficial desde Kaddour Belkaïm, Amar Ouzegane, estaba en contra de dicha influencia; por lo que terminaría siendo destituido por el comité central en abril de 1947 durante el 4.º congreso del partido. Amar fue sustituido por Larbi Bouhali quien en 1955 tuvo que continuar con sus labores en la clandestinidad, tras la prohibición del partido por parte de las autoridades francesas hasta 1962.

## Del periodo de posguerra hasta la liberación nacional 1962
Entre 1946 y 1959 el PCA elevará su número de militantes hasta los 20.000. A partir de 1946 los movimientos juveniles llevarán una línea con un lenguaje anticolonial muchísimo más marcado que el del PCA; este hecho contribuyó a que se produjese una radicalización en la retórica oficial del partido, por lo que la población colonizada comenzó a verse reflejada en las proclamas del partido. 
Este cambio en el lenguaje se aprecia claramente en la forma en la que, entre 1951 y 1952, pasó a hablarse de Argelia como la madre patria, rompiéndose así la idea de formar una autonomía que pasase a ser un cantón más dentro de la República Francesa.
A pesar del cambio en las bases, siguió existiendo cierta tirantez entre los líderes del partido y los jóvenes a causa de la profunda radicalización de estos en cuanto al discurso antiimperialista. Cosa que se manifestó de forma muy  clara en la llamada "crisis bereber" de 1949 y las rivalidades que existían entre Messali Hadj y los jóvenes militantes del partido. Entre 1951 y 1952 el PCA asumirá esta corriente más radical.
Nuevamente, este hecho supuso un punto de conflicto con el Partido Comunista Francés, el cual presionó al comité central del PCA para que revocase su decisión; cosa que finalmente ocurrió, aunque gracias a la autonomía con la que contaban las distintas células del partido muchas pudieron continuar actuando con independencia y desacatando las directrices del órgano central.
Durante mediados de los años 50 el PCA era la segunda fuerza política entre los colonizados, después del Movimiento por el Triunfo de las Libertades Democráticas (Mouvement pour le triomphe des libertés démocratiques) debido principalmente a las nuevas olas de miembros arabo-bereberes. Tal es así que en las vísperas a la lucha de liberación nacional, el partido contaba con cerca de 12.000 militantes, de los que el 60% eran musulmanes, entre 7.000 y 8.000 afiliados.

### La unidad de acción anticolonial
Sin embargo, esta línea patriótica y antinacionalista se rompe en 1946, momento en el que el PCA se declara como partido nacionalista con el objetivo de lograr la liberación y unidad nacionales junto con otros partidos separatistas. Esta voluntad se vio reflejada a partir de 1947 en su lucha contra la represión (a través del periódico llevado por comunistas: Alger Républicain) y en las organizaciones de masas y sindicatos que ayudaron a crear. De entre estas organizaciones destaca la Confederación General del Trabajo, a la que llegaron a unirse 60.000 personas de las cuales más del 50% eran musulmanes; esta además incluía otros colectivos como la Unión de Mujeres de Argelia fundada en 1944, la Unión de Jóvenes Demócratas Argelinos, o los Luchadores por la Paz.  

### La lucha por la independencia
El 1 de noviembre de 1954 de manos del FLN, Frente de Liberación Nacional, y del ELN, Ejército de Liberación Nacional, comienza la guerra de independencia. Estas facciones fueron capaces de organizar a las masas para provocar disturbios y alzamientos, cuestión para la que el PCA había tenido ciertas reticencias a la hora de apoyar e incentivar la lucha armada, principalmente desde los sectores europeos. Este hecho puso de manifiesto la falta de experiencia que el PCA tenía en este campo y en el de la lucha clandestina; por ello la represión entre 1955 y 1956 resultó tan arrolladora. Fruto de esta represión, en 1957, las bases del partido se encontraban muy debilitadas.
Por estas fechas hubo además luchas internas entre los defensores de los maquis, dentro de la dirección del PCA, que participaban de las acciones violentas y defendían que la suya era una lucha popular; y los miembros del PCA ligados a la dirección del PCF, quienes sostenían que estas acciones eran parte de un complot colonial para descalificarlos.
A pesar de ello no fue hasta 1955 cuando se hizo público y se formalizó el apoyo del PCA a los movimientos armados, aunque en el seno del partido sí se llevasen apoyando con anterioridad. Algunos de sus militantes pasaron a engrosar las filas del ELN o del maquis. Esta decisión les costó gran parte del electorado europeo y el distanciamiento con el Partido Comunista Francés.
Sin embargo, durante los primeros años de lucha nacional, existió una fuerte desconfianza por parte del FLN hacia el PCA, fruto principalmente de que tanto las bases como la directiva del FLN era marcadamente anticomunistas; por lo que la colaboración entre ambas organizaciones se tornó muy costosa.
Dada esta dificultad y el anhelo por parte de la militancia de participar en la lucha armada, en la primavera de 1955 se crean los Combatientes de la Liberación, el brazo armado del PCA, cuyas actividades perduraron hasta 1956. Estas se centraron en aprovisionamiento de suministros para el ELN, sabotaje, asesinato de miembros de la policía y otras personalidades tachadas de traidoras.
Entre mayo y junio de 1956 y fruto de estas actividades subversivas el PCA y el FLN se ponen en contacto y aceptan la introducción de los Combatientes de la Liberación en el ELN.

### El PCA tras las independencia
Tras conquistarse la independencia de Argelia, se produjo la liberación y excarcelación de los miembros anteriormente represaliados; lo que llevó a que el partido pudiese actuar fuera de la clandestinidad. Sin embargo, en cuanto a la militancia, mientras lo expatriados de origen argelino retornaba, la mayor parte de los militantes europeos dejaron el país. Este hecho fue debido a que, tras la independencia, Argelia se estableció como un país arabo-musulmán, lo que llevó a que tanto militantes judíos como franceses fueran excluidos del campo político. Además, el partido fue reforzado con jóvenes militantes provenientes mayoritariamente del FLN: de 12.000 militantes en 1954, el PCA pasó a tener entre 8.000 y 10.000 afiliados en 1962, mayoritariamente musulmanes.

## Reagrupación en el Partido de la Vanguardia Socialista
La línea del PCA tras la revolución fue la de establecer una unidad anticolonial que encaminase el país hacia el socialismo, siguiendo las directrices mandadas desde Moscú. A pesar de su voluntad expresa de apoyar al gobierno, fueron prohibidos en noviembre de 1962, decisión del buró político del FLN. Esta justificación se hizo aludiendo a la creación de un gobierno de partido único y, como el partido no fue ilegalizado, la militancia aceptó la decisión.
Sin embargo, desde la dirección del partido se comenzó a proponer a los militantes que abandonasen el partido y se uniesen al FLN, quienes tenían el objetivo de integrarse dentro de la estructura de partido único del país pues suponía una oportunidad para influenciar a la sociedad y al gobierno desde dentro. Aunque la decisión no estuvo exenta de críticas.

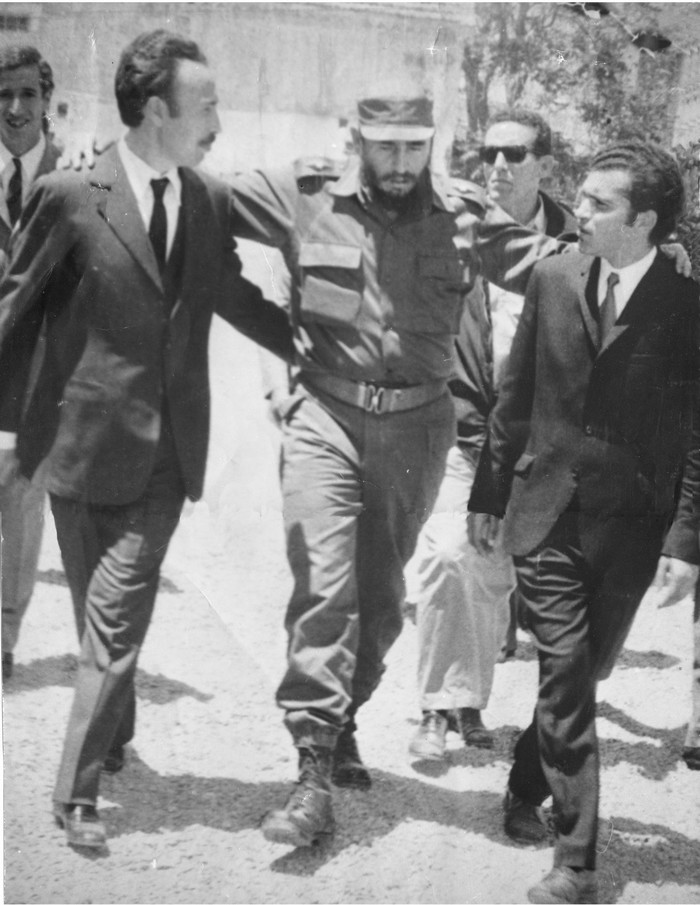
Huari Bumedián junto con Fidel Castro

El 19 de junio de 1965 se produce el golpe de Estado de Huari Bumedián contra el gobierno del Ben Bella, estableciéndose así supuestamente un gobierno socialista. La actitud que adoptaron tanto el PCA y el PCUS fue de mantenerse a la espera hasta ver cuál iba a ser el desarrollo de los acontecimientos.
Sin embargo, dentro de la directiva surgió la idea de plantar una oposición frontal al nuevo gobierno junto con elementos de izquierdas que se encontraban entre los seguidores de Ben Bella dentro del FLN, por lo que crearon la Organización de Resistencia Popular. Aunque muchos de los militantes del PCA no llegaron a unirse nunca. Sin embargo, en el verano de 1965 la organización fue fuertemente reprimida.
Estos acontecimientos llevaron a que, entre finales de 1965 y principios de 1966, el PCA y la ORP debatiesen sobre el futuro de ambas organizaciones lo que conduciría a la creación del Partido de la Vanguardia Socialista, el cual permaneció en la clandestinidad hasta 1989.

## La cuestión de género en el PCA
El papel de la mujer fue clave durante las diferentes etapas por las que pasó el partido, pero especialmente durante la guerra de liberación. Por ello, el PCA fundó en 1944 la Unión de Mujeres de Argelia, enfocada para aunar tanto a mujeres nativas como de origen europeo. Sin embargo, en sus primeros años estuvo mayormente conformada por estas últimas.
La experiencia de estas mujeres, adquirida tanto en la guerra civil española como durante la Segunda Guerra Mundial y la subsecuente ocupación nazi de Francia, fue esencial para la lucha de liberación nacional. Inicialmente se perpetuaron las dinámicas machistas en las que su papel estuvo relegado a los cuidados, tanto en la asistencia a heridos de guerra, como el abastecimiento de bienes básicos a la población; llegando a ser concebida en sus primeros años como una organización de beneficencia esencialmente europea.
A partir de 1947, fruto de un recrudecimiento del discurso anticolonial, se produjo un considerable aumento en la participación de las mujeres argelinas nativas, lo que desembocó en una lucha mejor organizada: ese mismo año se lanza la campaña por el voto femenino, la huelga portuaria en Orán en 1949 encabezada por mujeres y las campañas de inscripción de niños y niñas argelinos en la escuela entre otras.
La organización pasó por tanto a ocuparse de los problemas sociales y culturales del país. Sin embargo, su papel político fue menor ya que la directiva de la organización siguió siendo integrada exclusivamente por hombres. Lucette Larribère Hadj Ali de la Unión de Mujeres de Argelia junto con Fatma Zohra Saï de la Asociación de Mujeres Musulmanas Argelinas, AFMA, criticaron a sus organizaciones por no haber profundizado sobre la cuestión de género y la mujer argelina musulmana. Esto se debió esencialmente a que la mujer seguía relegada al espacio familiar y apartada del público; siendo el matrimonio su principal espacio de realización. En 1954 las solteras mayores de quince años no representaban más que el 16% del total de la población femenina, casi el 90% eran analfabetas y el 3% accedía a un empleo remunerado.
Sin embargo, la militancia de las mujeres argelinas aumentó considerablemente con el estallido de la guerra en 1954. Fruto de la represión y persecución de sus compañeros guerrilleros, las mujeres se lanzaron a reemplazarlos dentro de las guerrillas urbanas. Su lucha se convirtió en todo un símbolo de la Guerra de Independencia Argelina. Tuvieron un papel capital en el suministro de armas y la fabricación de artefactos explosivos en los atentados contras las fuerzas de ocupación; muchos de los cuales fueron protagonizados por ellas mismas. Gracias a su apariencia, tanto a la europea como con vestidos tradicionales musulmanes, jugaron una importante baza a la hora de desarmar y engañar a las fuerzas francesas; pues no cumplían con el perfil típico de terrorista, ya que la figura de la mujer era vista como sumisa y apartada de la vida política.
Sin embargo, esta situación de empoderamiento cambió radicalmente tras la declaración de independencia el 5 de julio de 1962: toda la fuera y el protagonismo que habían conquistado fue echado por tierra. Se volvió a confinar a la mujer en el ámbito doméstico, no obtuvieron cargos de responsabilidad en el nuevo gobierno y muchas de ellas se perdieron en el anonimato.

## Críticas
A lo largo de su existencia, el partido fue duramente criticado por amplios sectores: por un lado, el PCF criticó la línea teológica de la organización y la defensa de la lucha armada bajo el paraguas de partidos nacionalistas; lo que condicionó al partido a tener una línea ambigua sobre la lucha de liberación nacional argelina, puesto que consideraba la independencia de Argelia prematura.
Por otro lado, y fruto de que la mayor parte de la militancia estuviese formada por franceses y judíos, quienes contaban con un estatus de ciudadanía francesa, pero escasamente por musulmanes, hizo que fuesen vistos como una fuerza extranjera por los nacionalistas. Estos criticaron también que hasta la independencia no existiese una falta de análisis crítico sobre la cuestión colonial y nacional en la organización; encontrándose muchas veces una dicotomía entre el aparato partisano y la militancia.

## Secretarios Generales
| Nombre          | Nacido-fallecido                      | Inicio             | Fin                |
| --------------- | ------------------------------------- | ------------------ | ------------------ |
| Ben Ali Boukort | 9 de febrero de 1904-1983             | 1936               | septiembre de 1939 |
| Kaddour Belkaïm | ¿?-1940                               | septiembre de 1939 | diciembre de 1939  |
| Amar Ouzegane   | 7 de marzo de 1910-5 de marzo de 1981 | 1943               | 1947               |
| Larbi Bouhali   | 1912-¿?                               | 1947               | 1962               |